# مارینه آبراهامیان
مارینه آبراهامی آبراهامیان (ارمنی: Մարինե Աբրահամի Աբրահամյան؛ انگلیسی: Marine Abrahamyan؛ ۲۵ نوامبر ۱۹۵۱) نوازنده پیانو و آموزگار موسیقی اهل ارمنستان است. وی از سال میلادی تا کنون فعالیت می‌کند.

## زندگی‌نامه
وی در ۲۵ نوامبر ۱۹۵۱ در ایروان به دنیا آمد وی دختر الدا گرین و خواهر آنا الباکیان می‌باشد. وی از مدرسه موسیقی چایکوفسکی ایروان و کنسرواتوار دولتی چایکوفسکی مسکو (۱۹۷۵) فارغ‌التحصیل گشت. وی در کنسرواتوار دولتی کومیتاس ایروان فعالیت کرده است. وی برنده جوایزی همچون هنرمند شایسته جمهوری ارمنستان (۲۰۰۸) و برنده مسابقات بین‌اللمی (جمهوری چک (۱۹۷۴)، اسپانیا (۱۹۷۹)) شد.

## یادداشت
1. ↑  երաժշտության ուսուցիչ